# Нашонал Парк (Њу Џерзи)
Нашонал Парк (енгл. National Park) град је у америчкој савезној држави Њу Џерзи.

## Демографија
По попису из 2010. године број становника је 3.036, што је 169 (-5,3%) становника мање него 2000. године.
| Група             | 2000.         | 2010.         |
| Белци             | 3.124 (97,5%) | 2.878 (94,8%) |
| Афроамериканци    | 3 (0,1%)      | 41 (1,4%)     |
| Азијати           | 8 (0,2%)      | 18 (0,6%)     |
| Хиспаноамериканци | 46 (1,4%)     | 62 (2,0%)     |
| Укупно            | 3.205         | 3.036         |